# Puente Nuevo (Galapagar)
El Puente Nuevo, de origen renacentista, se encuentra en el término de Galapagar, municipio situado en el noroeste de la Comunidad de Madrid (España), dentro del Parque Regional del curso medio del río Guadarrama y su entorno.
Se alza sobre el río Guadarrama, junto a la carretera M-519, que une la citada localidad con Torrelodones. Hasta el último tercio del siglo XX, formaba parte de esta vía, pero con la remodelación emprendida en la carretera, se prohibió el tráfico rodado sobre el puente, desplazándose la circulación a un nuevo viaducto, que se levantó a pocos metros.

## Toponimia
El Puente Nuevo empezó a ser conocido como tal desde su inauguración en el siglo XVI. Los viandantes y vecinos del entorno utilizaban este nombre para diferenciarlo del viejo Puente de la Alcanzorla, de origen islámico, situado a menos de un kilómetro aguas arriba, que quedó en desuso tras la apertura de la nueva infraestructura.

## Historia
El puente data del siglo XVI. Fue construido por orden del rey Felipe II, dentro de las obras de rehabilitación de diferentes caminos, seguidos por el monarca en sus desplazamientos desde Madrid hasta el Monasterio de El Escorial.
La construcción de esta infraestructura, finalizada en el año 1583, permitió abrir una ruta más directa de la que habitualmente empleaba el monarca, coincidente, a grandes rasgos, con el Camino Real de Valladolid (Madrid-Torrelodones-Collado Villalba-Guadarrama-El Escorial).
Con el nuevo camino, Felipe II atajaba desde Torrelodones, tomando rumbo noroeste hacia Galapagar y, desde aquí, directamente hasta el Real Monasterio.

## Descripción

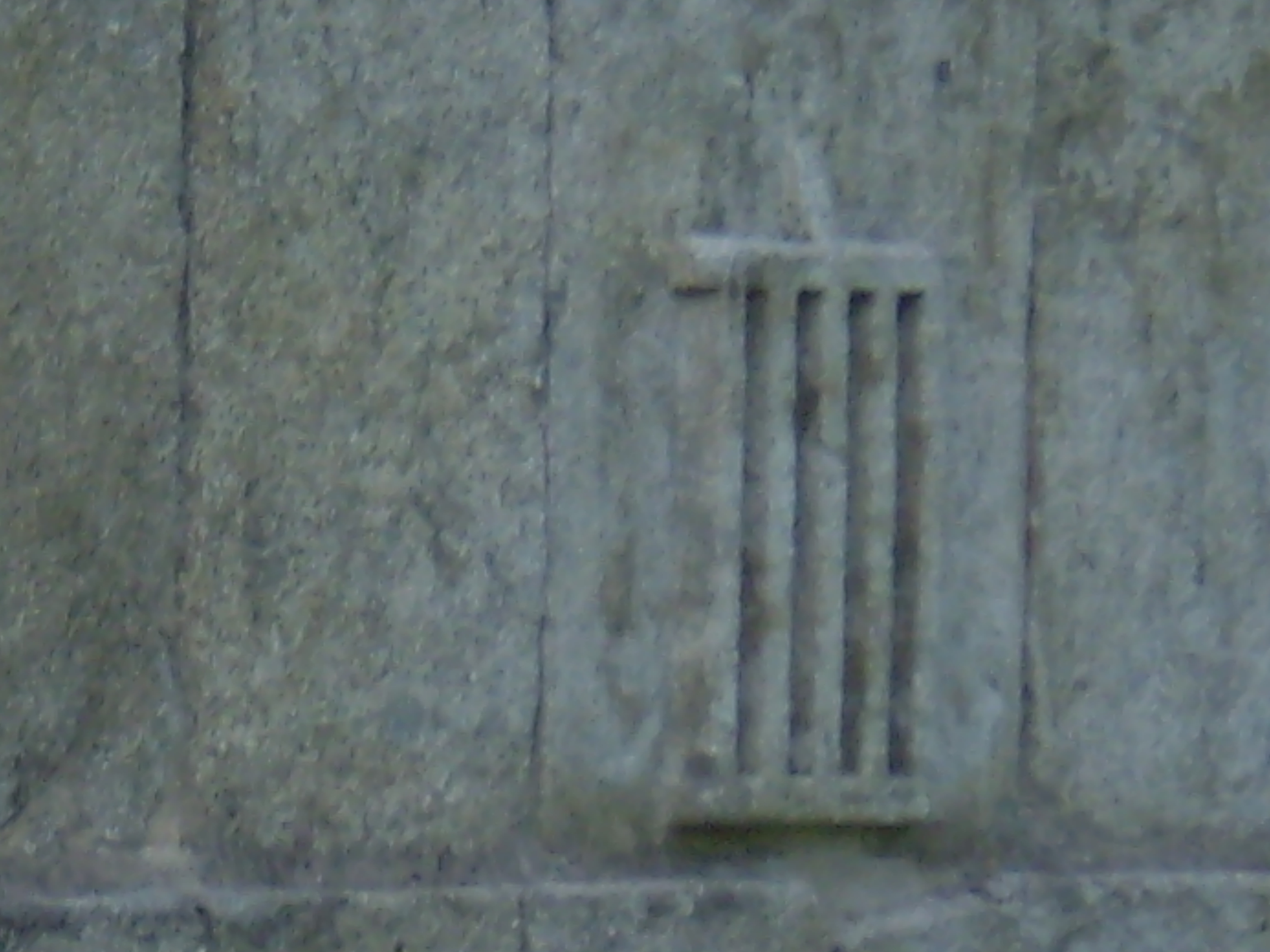
Detalle de una de las parrillas escurialenses esculpidas sobre los frontales del puente.

El puente es de estilo herreriano. Se sostiene sobre un único arco, de medio punto, custodiado en sus extremos por dos sólidos tajamares, en la línea estructural del Puente de Segovia, de Madrid, cuya autoría se ha atribuido a Juan de Herrera.
En ambos frontales, el puente presenta sendos relieves, en los que se representa sintéticamente la parrilla escurialense, símbolo del Real Monasterio (según la tradición, la planta de este edificio asemeja una parrilla, en conmemoración del martirio sufrido por San Lorenzo, en cuyo honor fue erigido el monumento).
Está construido enteramente en sillería de piedra de granito.